# NMS Elisabeta
Lo NMS Elisabeta fu un incrociatore protetto della Marina militare romena, unico della sua classe, costruito nel Regno Unito ed entrato in servizio nel 1888. Dopo vari servizi di rappresentanza in giro per il mondo, l'incrociatore servì operativamente durante la seconda guerra balcanica ma all'inizio della prima guerra mondiale, ormai obsoleto, fu disarmato e relegato a compiti secondari; lo scafo fu poi avviato alla demolizione nel 1926.

## Caratteristiche

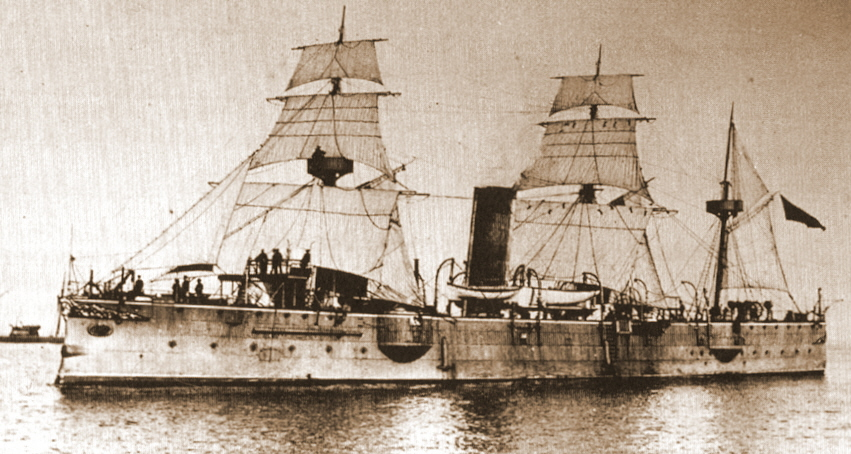
L'Elisabeta nel 1888 con tutte le vele al vento

L'Elisabeta fu costruito come un piccolo incrociatore protetto, in pratica una cannoniera/torpediniera di grosse dimensioni. Lo scafo misurava 73,1 metri in lunghezza e 10,21 metri in larghezza, con un pescaggio di 3,81 metri; il dislocamento a pieno carico ammontava a 1.351 tonnellate.
La propulsione era garantita da due motori a vapore a tripla espansione i quali azionavano due eliche da 2,95 metri; il vapore era fornito da quattro caldaie cilindriche, per una potenza di 2.500 ihp (1.864 kW) che poteva essere portata a 4.700 ihp (3.505 kW) usando il tiraggio forzato. La velocità massima alle prove registrata il 14 settembre 1888 fu di 19,049 nodi (35,279 km/h), salvo poi attestarsi sui 18,053 nodi (33,434 km/h) durante il servizio operativo. Le stive della nave potevano ospitare fino a 327 tonnellate di carbone.
L'armamento originale dell'incrociatore verteva su quattro cannoni a retrocarica calibro 150/35 mm SK L/35 C/92 della Krupp, montati su sponson semicircolari lungo i fianchi della nave; l'armamento secondario comprendeva quattro cannoni da 57 mm della Nordenfelt, posizionati in installazioni singole due a prua e due a poppa, e quattro cannoni a tiro rapido da 37 mm della Hotchkiss. Completavano l'armamento quattro tubi lanciasiluri da 356 mm, montati nello scafo sopra la linea di galleggiamento uno a prua, uno a poppa e uno per ciascuna fiancata.
La protezione della nave era assicurata da un ponte corazzato spesso 43 mm nei tratti in piano e 86 mm in quelli inclinati, il quale si restringeva poi a 25,4 mm in corrispondenza della poppa dell'unità.

## Storia

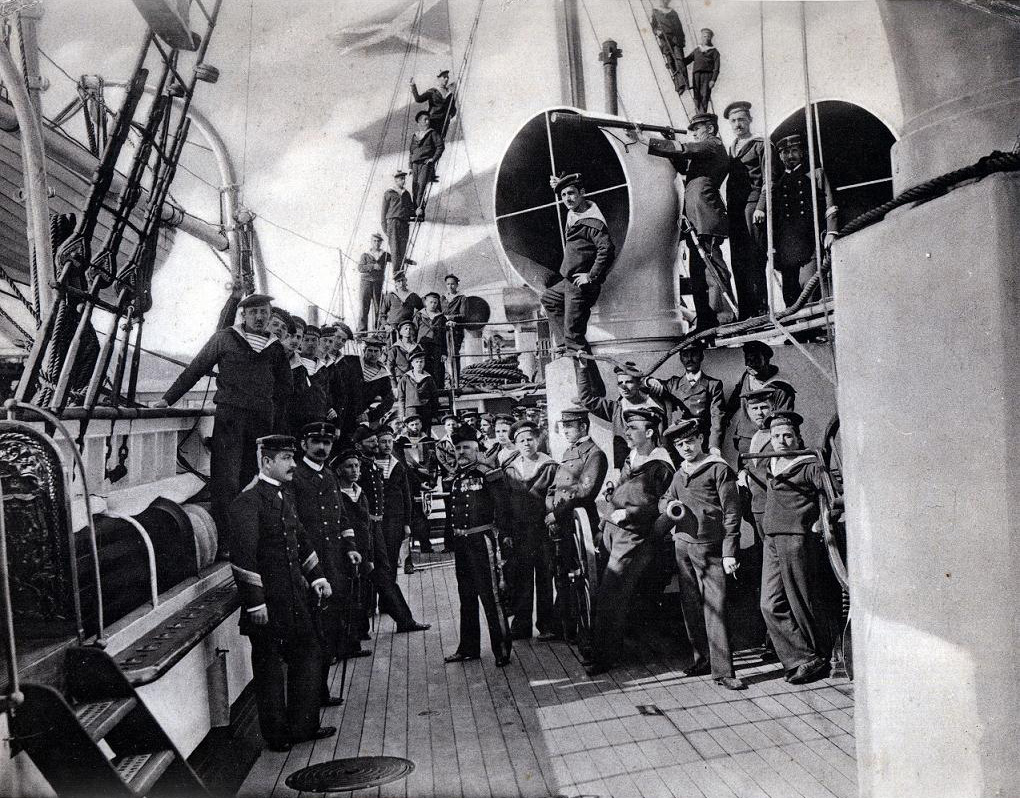
Marinai romeni a bordo dell'incrociatore

Impostato il 17 maggio 1887 nei cantieri della Armstrong Whitworth di Elswick, nel Regno Unito, l'incrociatore fu varato il 29 settembre seguente con il nome di Elisabeta in onore dell'allora regina consorte di Romania Elisabetta di Wied; l'unità fu poi consegnata ai romeni alla fine dell'ottobre 1888, entrando in servizio il 5 novembre 1888 dopo l'installazione dell'armamento avvenuta nell'arsenale di Galați in Romania. Tra il 1889 e il 1890 l'incrociatore compì varie crociere estive nelle acque del Mar Nero, mentre all'inizio del 1891 intraprese un viaggio di cinque mesi nel mar Mediterraneo. Nel 1892 l'Elisabeta rappresentò la Romania nel corso delle cerimonie in onore di Cristoforo Colombo per il quarto centenario della scoperta delle Americhe, tenutesi nei porti di Livorno, Barcellona e Lisbona; nel 1894 intraprese una nuova breve crociera nel Mar Nero seguita da un più lungo viaggio nel Mediterraneo. Nel 1895 l'Elisabeta raggiunse Kiel per partecipare alle cerimonie per l'inaugurazione del Canale di Kiel, e proseguì per Stoccolma dove fu passato in rassegna dal re di Svezia.
Tra il 1904 e il 1905 l'unità fu messa in cantiere a Galați per lavori di manutenzione durante i quali il suo armamento velico fu ridotto a due soli alberi; nel 1907 i pezzi d'artiglieria principali furono rimpiazzati da quattro cannoni da 120 mm della Saint-Chamond mentre i cannoni da 57 mm della Nordenfelt furono rimpiazzati da altrettanti pezzi francesi di pari calibro. Durante la prima guerra balcanica del 1912-1913, l'Elisabeta fu dislocato a Costantinopoli per difendere gli interessi nazionali nella capitale dell'Impero ottomano, sbarcando alcuni reparti armati per fornire protezione alla legazione romena; l'incrociatore tornò in patria il 15 giugno 1913, giusto il giorno prima che la Bulgaria desse avvio alla seconda guerra balcanica: l'unità fu di base a Sulina per difendere l'area della foce del Danubio, ma non vide alcuna azione.
All'entrata della Romania nella prima guerra mondiale nell'agosto 1916 l'Elisabeta risultava ormai obsoleto e fu disarmato: i cannoni principali furono sbarcati e utilizzati per rinforzare le difese costiere della foce del Danubio, mentre lo scafo fu relegato a Sulina per tutta la durata del conflitto. Nel dopoguerra fu utilizzato come nave caserma a Galați e Sulina, finché non fu radiato e venduto per la demolizione nel 1926.